# Ромоло Біццотто
Ромоло Біццотто (італ. Romolo Bizzotto, нар. 16 лютого 1925, Череа) — італійський футболіст, що грав на позиції . По завершенні ігрової кар'єри — футбольний тренер.
Виступав, зокрема, за клуби «Верона» та «Ювентус».

## Ігрова кар'єра
Народився 16 лютого 1925 року в місті Череа. Вихованець футбольної школи клубу «Аудаче».
У дорослому футболі дебютував 1942 року виступами за цю ж команду, в якій провів один сезон, взявши участь лише у 5 матчах чемпіонату.
Своєю грою за цю команду привернув увагу представників тренерського штабу «Верони» з Серії Б, до складу якого приєднався 1945 року. Відіграв за команду з Верони наступні чотири сезони своєї ігрової кар'єри. Більшість часу, проведеного у складі «Верони», був основним гравцем команди.
1949 року уклав контракт з клубом «Ювентус», у складі якого провів наступні три роки своєї кар'єри гравця. За цей час двічі виборював титул чемпіона Італії, проте основним гравцем не став, програвши конкуренцію Джакомо Марі та Альберто Піччініні. Через це на сезон 1952/53 Біццотто був відданий в оренду в СПАЛ, після чого став гравцем «Палермо», також з Серії А.
Надалі виступав за нижчолігові «Каррарезе» та «Луккезе-Лібертас».
Завершив професійну ігрову кар'єру у клубі «Роверето», за який виступав протягом 1957—1959 років.
За свою кар'єру він провів 78 матчів (3 голи) в Серії А, і 104 матчів (8 голів) в Серії B.

## Виступи за збірні
У складі збірної Італії був учасником футбольного турніру на Олімпійських іграх 1948 року у Лондоні.

## Кар'єра тренера
Розпочав тренерську кар'єру, ще продовжуючи грати на полі, 1958 року, ставши граючим тренером «Роверето».
З 1959 року працював з молодіжною командою «Верони», а у сезоні 1960/61 навіть очолював основну команду, що виступала у Серії Б, після чого повернувся до «молодіжки».
Надалі тренував команди «Ріміні», «Реджяна» та «Реджина».
1981 року став тренером дублю «Ювентуса», а вже наступного року був переведений до головної команди, де став асистентом Честмира Вицпалека. Після звільнення чехословацького фахівця залишався асистентом його наступників Карло Парола, Трапаттоні та Ріно Маркезі і покинув посаду лише 1988 року, коли новий тренер турінців Діно Дзофф взяв своїм асистентом Гаетано Ширеа.

## Титули і досягнення

### Як гравця
- Чемпіон Італії (2):

«Ювентус»: 1949–50, 1951–52